# Russian Helicopters

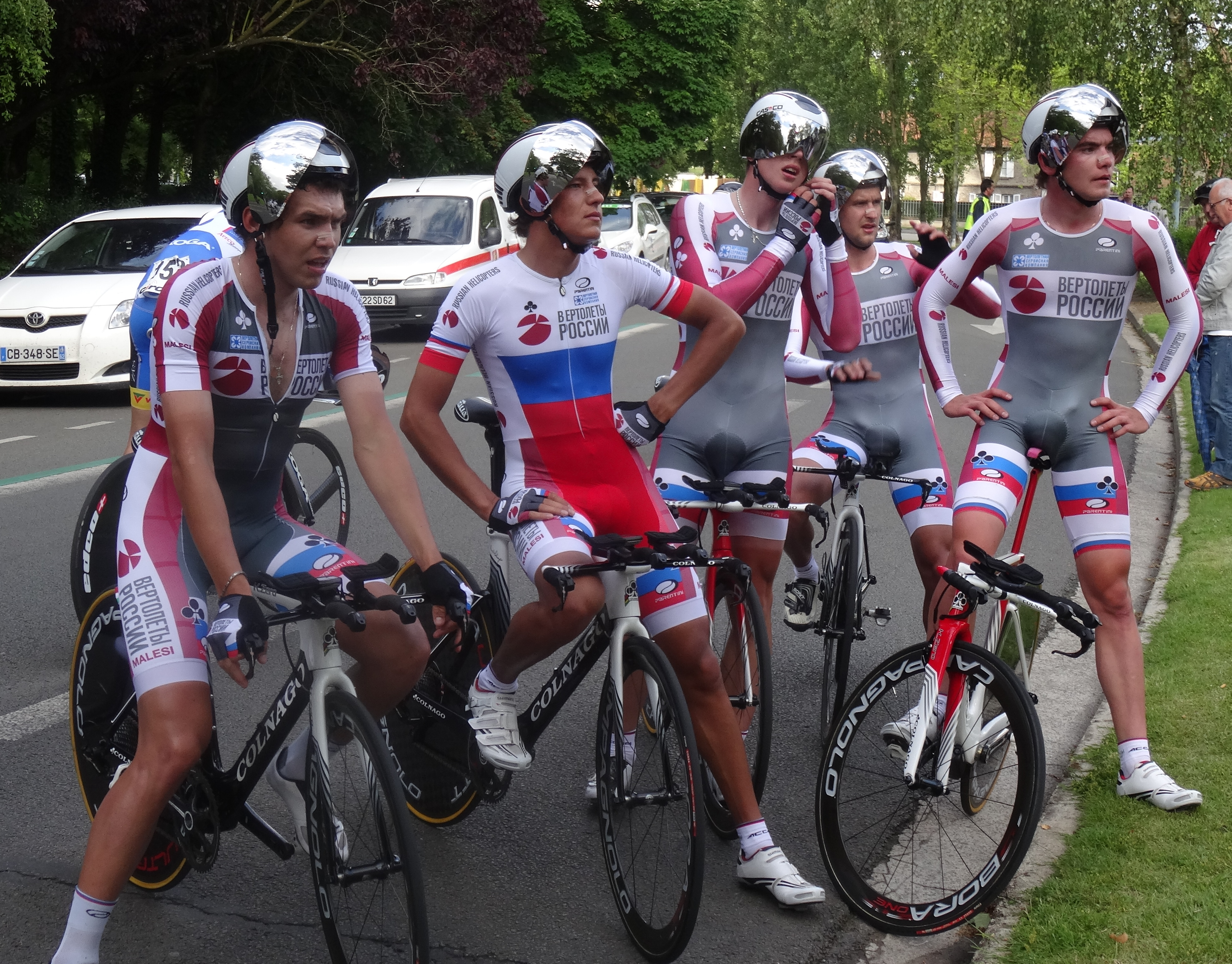
Team van Russian Helicopters tijdens de eerste etappe van Paris-Arras, 23 mei 2014

Helicopters is een wielerploeg die een Russische licentie heeft. De ploeg bestaat sinds 2013. Helicopters komt uit in de continentale circuits van de UCI. Alexander Jefimkin is de manager van de ploeg. De ploeg is een opleidingsteam voor Itera-Katjoesja, dat op zijn beurt een opleidingsteam is voor Katjoesja

## Seizoen 2014
| Inkomend | Team 2013 | Uitgaand | Team 2014 |
| -------- | --------- | -------- | --------- |

## Seizoen 2013

### Overwinningen in de UCI Europe Tour
| Datum    | Wedstrijd                              | Cat. | Winnaar                |
| -------- | -------------------------------------- | ---- | ---------------------- |
| 20 april | 4e etappe Grote Prijs van Adygea       | 2.2  | Alexander Foliforov    |
| 21 april | 5e etappe Grote Prijs van Adygea       | 2.2  | Mamir Stasch           |
| 20 juni  | Russisch kampioenschap, Beloften (ITT) | CN   | Alexander Jevtuschenko |

### Renners
| Naam                               | Geboortedatum    | Nationaliteit | Ploeg 2012      |
| ---------------------------------- | ---------------- | ------------- | --------------- |
| Michail Akimov                     | 17 april 1992    | Rusland       | Neo             |
| Maxim Bartenev                     | 7 oktober 1993   | Rusland       | Neo             |
| Jevgeni Borisov (vanaf 28 juli)    | 7 augustus 1992  | Rusland       | Neo             |
| Alexander Budaragin (tot 16 april) | 5 maart 1988     | Rusland       | Neo             |
| Vladimir Dolgov                    | 26 februari 1994 | Rusland       | Neo             |
| Alexander Foliforov                | 8 maart 1992     | Rusland       | Itera-Katjoesja |
| Alexander Grigorijev               | 21 maart 1992    | Rusland       | Neo             |
| Kirill Jazewitsch                  | 9 januari 1992   | Rusland       | Neo             |
| Alexander Jevtuschenko             | 30 juni 1993     | Rusland       | Neo             |
| Alexei Kurbatov                    | 9 mei 1994       | Rusland       | Neo             |
| Ajdar Sakarin                      | 19 april 1994    | Rusland       | Neo             |
| Nikolai Schurkin (vanaf 7 juni)    | 5 mei 1991       | Rusland       | Team RusVelo    |
| Alexei Semotschkin                 | 13 april 1994    | Rusland       | Neo             |
| Mamir Stasch                       | 4 mei 1993       | Rusland       | Neo             |
| Sergei Temnenko                    | 6 april 1993     | Rusland       | Neo             |